# Astatumen tamurai
Astatumen tamurai är en djurart som tillhör fylumet trögkrypare, och som först beskrevs av Ito 1990.  Astatumen tamurai ingår i släktet Astatumen och familjen Hypsibiidae. Inga underarter finns listade i Catalogue of Life.